# Tommaso Giordani
Tommaso Giordani (Giordano) (* um 1730 in Neapel; † 23. Februar 1806 in Dublin) war ein italienischer Komponist.

## Leben
Tommaso Giordani wurde in Neapel ausgebildet und übersiedelte 1753 mit seiner Familie nach London. Nach drei Jahren brachte er am Royal Opera House seine ersten komischen Opern heraus. 1762 trat er am King’s Theatre am Londoner Haymarket als Sänger auf und wirkte anschließend in London und Dublin als Opernsänger und Musiklehrer. Im Jahre 1783 gründete er in Dublin ein Opernunternehmen, das erfolglos war. Er blieb, von einigen Aufenthalten in London unterbrochen, als Komponist, Sänger, Gesangslehrer, Dirigent und Lehrer weiterhin bis zu seinem Tod in Dublin.

## Familie
Tommaso Giordani entstammte einer Musikerfamilie. Sein Vater war der Impresario Giuseppe Giordani (auch Giordano; * um 1695 Neapel, † nach 1762, vermutlich in London, – und nicht Carmine Giordani). Ein jüngerer Bruder war der Opernkomponist Giuseppe Giordani, genannt „Giordanello“.

## Werke
Neben mehr als 20 Opern für London und Dublin schrieb Tommaso Giordani zahlreiche Stücke für Pianoforte, Sonaten für Violine, Gitarre oder Flöte und Pianoforte, Trios für Violine, Flöte und Generalbass, Quartette (überwiegend Streichquartette, manche auch mit Flöte oder Klavier), 6 Cembaloquintette, Pianofortekonzerte, Flötenkonzerte, Übungsstücke für Pianoforte, eine Hohe Messe, ein Te Deum, ein Oratorium und Gesänge. Sein Stil setzte den von Johann Christian Bach fort.

### Werke mit Opuszahl
- Op. 1: 6 Trios a Flute, Alto et Violoncello (Berlin, 1775)
- Op. 2: 6 Quartetto concertante a deux Violons, Alto et Basse (Paris)
- Op. 3: 3 Quartettes pour le Clavecin, Flûte, Violon et Violoncello (Frankfurt am Main)
- Op. 4: 6 Sonatas for the Harpsichord, Piano Forte or Organ with an Accompanyment for a Violin (London)
- Op. 8: 6 Quartetti für 2 Violinen, Bratsche und Cello (1775)
- Op. 12: Neuauflage von Op. 1 (London)
- Op. 14: 6 Concertos for the Piano-Forte or Harpsichord (London, 1776)
- Op. 18: 6 Duo pour deux Violoncelles (Paris)
- Op. 19: 6 Concertos for a German Flute, two Violins and Bass (London)
- Op. 20: The Hermit, a favourite English Ballad by Dr. Beattie, set to Music with an Accompanyment for the Piano Forte or Harp (London, 1778)
- Op. 23: 6 Concertos for the Harpsichord or Piano Forte, with Accompaniments (London)
- Op. 24: 6 Sonates pour le Clavecin ou le Forte-Piano avec Accompagnement d'un Violon ou une Flutte (Paris)
- Op. 25: 12 Progressive Lessons for the Harpsichord, Piano Forte or Organ, composed for the Improvement of young Practitioners (London, 1780)
- Op. 30: 3 Sonatas for the Piano-Forte or Harpsichord with obligato Accompaniments for the Flute or Violin, and Viola de Gamba or Tenor (London, 1782 oder 1784)
- Op. 33: 14 Preludes et [8] Points d'Orgue dans differens Tons, pour le Forte-Piano ou le Clavecin (Paris; Dublin)
- Op. 35: 6 Sonatas for the Piano Forte with an Accompaniment for a Violin (London, 1794)

### Weitere Werke (ohne Opuszahl)
- 6 Quintette für 2 Violinen, Bratsche, Cello und Cembalo (Manuskript, ca. 1771)
- 6 Sonatinas for the Piano-Forte or Harpsichord, composed in an easy familiar Style for the Use of young Performers (London, 1783).